# Anthonia Kleinhoonte
Anthonia Kleinhoonte (Arnhem, 21 september 1887 – Delft, 24 november 1960) was een Nederlandse botanicus en experimentator die vooral bekend stond om haar onderzoek naar de bewegingen van planten. Ze deed in juni 1929 met een apparaat metingen aan de bladbewegingen van de jack-bean (Canavalia ensiformis), een peulvrucht die stamt uit Zuid-Amerika en o.a. in Brazilië en Indonesië wordt gekweekt. Haar werk wordt gezien als bevestiging van het bestaan van circadiane ritmes, zoals voorgesteld door Jagadish Chandra Bose.
Kleinhoonte was jarenlang een medewerker en vriend van de Delftse hoogleraar Gerrit van Iterson.
Kleinhoonte identificeerde minstens 50 plantensoorten. De afkorting Kleinhoonte wordt gebruikt om haar als botanisch auteur aan te duiden. Voorbeelden van door haar geïdentificeerde planten zijn Clathrotropis brachypetala, Ormosia costulata en Hirtella manigera.
Er is weinig over Kleinhoonte bekend, maar wel dat zij in 1937 aanwezig was en in 1939 een sessie leidde bij een bijeenkomst van de jonge organisatie, de International Society for the Study of Biological Rhythm, die plaatsvond in respectievelijk Ronneby in Zweden en Utrecht. Ook is bekend dat zij conservator is geweest van het Laboratorium voor Technische Botanie van de Technische Hogeschool Delft.
Naast haar werk in de botanie hielp zij met haar biologische kennis en haar kennis van het 17e-eeuws Nederlands en Engels bij het samenstellen van de collectie brieven van Anthonie van Leeuwenhoek. Zij was vanaf 1959 tot haar overlijden in 1960 van de Leeuwenhoeck-Commissie.